# Perfektastraße metróállomás
Perfektastraße egy metróállomás Bécsben a bécsi metró U6-os vonalán.

## Szomszédos állomások
A metróállomáshoz az alábbi állomások vannak a legközelebb:
- Erlaaer Straße
- Siebenhirten

## Átszállási kapcsolatok
| U6 (Floridsdorf ↔ Siebenhirten) |                             |                         |
| Állomás                         | Átszállási kapcsolatok      | Fontosabb létesítmények |
| Perfektastraße                  | 61A, 64A, Regionális buszok |                         |